# Voleibol de praia nos Jogos da Boa Vontade de 1994
As competições de voleibol de praia nos Jogos da Boa Vontade de 1994 ocorreram entre 23 e 28 de julho de 1994, em São Petersburgo Dois eventos foram disputados, ou seja, para o naipe feminino e para a variante masculina.

## Calendário
| Julho-Agosto      | 23 | 24 | 25 | 26 | 27 | 28 | 29 | 30 | 31 | 1 | 2 | 3 | 4 | 5 | 6 | 7 | T |
| ----------------- | -- | -- | -- | -- | -- | -- | -- | -- | -- | - | - | - | - | - | - | - | - |
| Voleibol de praia |    |    |    |    |    | 2  |    |    |    |   |   |   |   |   |   |   | 2 |

## Medalhistas
| Evento    | Ouro                                        | Prata                                        | Bronze                                       | Quarto lugar                           |
| Masculino | NoruegaJan Kvalheim · Bjørn Maaseide        | Estados UnidosCarlos Briceno · Jeff Williams | Estados UnidosSinjin Smith · Bruk Vandeweghe | AustráliaAndy Burdin · Julien Prosser  |
| Feminino  | Estados UnidosKarolyn Kirby · Liz Masakayan | BrasilMônica Rodrigues · Adriana Samuel      | Estados UnidosBarbra Fontana · Lori Forsythe | BrasilRoseli Ana Timm · Isabel Salgado |

## Quadro de medalhas
| Ordem | País           | Medalha de ouro | Medalha de prata | Medalha de bronze | Total |
| ----- | -------------- | --------------- | ---------------- | ----------------- | ----- |
| 1     | Estados Unidos | 1               | 1                | 2                 | 4     |
| 2     | Noruega        | 1               |                  |                   | 1     |
| 3     | Brasil         |                 | 1                |                   | 1     |
| TOTAL | TOTAL          | 2               | 2                | 2                 | 6     |